# Julio Mariscal Montes

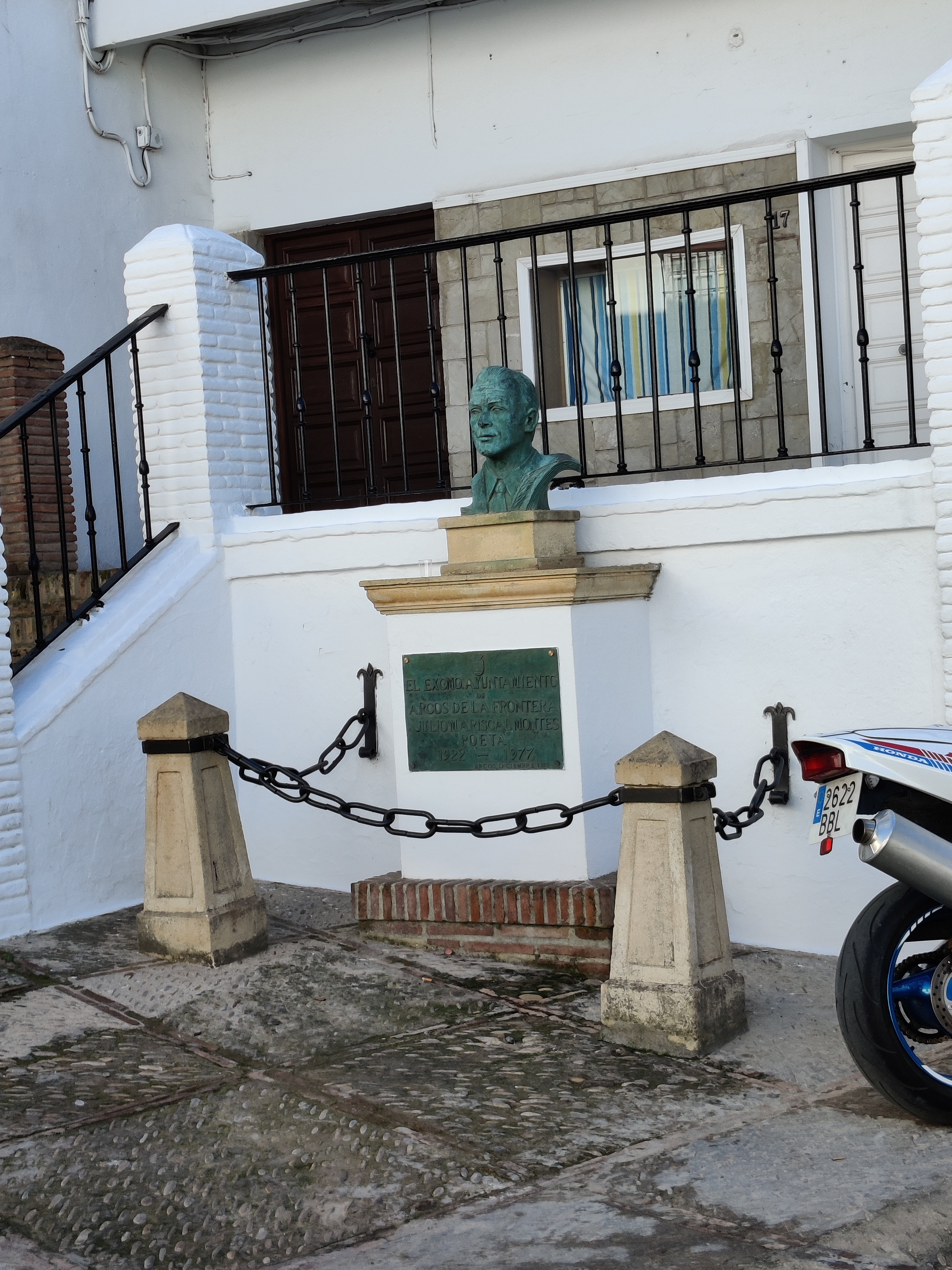
Monumento a Julio Mariscal Montes en Arcos de la Frontera (España)

Julio Mariscal Montes (Arcos de la Frontera, Cádiz; 18 de noviembre de 1922 - 29 de noviembre de 1977), fue un poeta español.

## Biografía
Julio nace en Arcos de la Frontera (Cádiz) un 18 de noviembre de 1922, hijo menor del matrimonio formado por Don Aurelio Mariscal Sandoval, un comerciante de tejidos, y de Doña Josefa Montes Iyázquez. Queda huérfano a los 11 años de edad, siendo desde entonces su gran refugio afectivo su madre, a la cual veneraba.
Tras cursar sus estudios en el colegio Nuestra Señora de las Nieves, en 1949 forma parte del grupo poético Alcaraván, del que está considerado como el más valioso exponente.
En 1950 obtiene el título de Maestro Nacional siendo su primer destino el colegio “Primo de Rivera” de Cádiz, y dos años más tarde es trasladado a la localidad de El Bosque, donde coincide con el también maestro Antonio Luis Baena.
Julio formó parte de la llamada “Generación de los cincuenta”, junto a Caballero Bonald, Fernando Quiñones, Ángel González, Claudio Rodríguez, Gil de Biedma y otros.

### Revistas
Fue colaborador o fundador de las revistas, Alcaraván, Platero, Arquero de Poesía, Alcántara, Ágora, La isla de los ratones, Caracola, Cal, Caleta, Capitel, Alor, Ixbilian, El gorrión, Torre Tavira, Alfox, El Cobaya, Rocamador, Anaconda, Bahía, Floresta de varia poesía La Venencia, Liza, Arcilla y Pájaro, Litoral, Güadalquivir, Álamo, Aljibe, Pliego, Pleamar, Madrigal, Llanura, Cumbres, Atzavara, La luna negra, Última poesía religiosa, Punta Europa, Estafeta literaria y varias hispano-americanas.

### Obra
En 1953 ve la luz su primer libro Corral de muertos. En 1955 aparece el segundo Pasan hombres oscuros, y tras él van apareciendo Poemas de ausencia, Quinta palabra, Tierra de Secanos, Tierra, Último día, Corral de muertos edición ampliada 1972, Poemas a Soledad, y Trébol de cuatro hojas. Años después de su temprano fallecimiento se publicó una recopilación de poemas inéditos creados en 1974, Aún es hoy.
Julio consagró su vida a la enseñanza, la poesía y el flamenco. En sus poemas le canta al amor y a la tierra, a Dios y al hombre, a la madre y a la mujer, al trabajo duro y a la muerte. Poeta triste y melancólico, sus méritos intelectuales y humanos no le fueron reconocidos durante su existencia, sufriendo la marginación de la sociedad de la época.
Muere el 29 de noviembre de 1977. Un día más tarde, "...bajo una lluvia sublime copiada de los ojos de sus amigos", según relata Pedro Sevilla, Julio volvió a la tierra, donde encontró la paz, y descansa en el Cementerio de San Miguel de su pueblo natal.

### Obra poética
- Corral de muertos
- Pasan hombres oscuros
- Poemas de ausencia
- Quinta palabra
- Tierra de Secanos
- Tierra
- Último día
- Corral de muertos edición ampliada 1972
- Poemas a Soledad
- Trébol de cuatro hojas
- Aún es hoy (Recopilación de poemas inéditos creados en 1974)
- Poesía completa (Ediciones de la Isla de Siltolá, 2014)
- Pueblo (Ediciones Impresiones, Paterna de Ribera, 2025)

### Antologías sobre la obra de Julio Mariscal
- Antología poética de Julio Mariscal. Universidad de Sevilla. Juan de Dios Ruiz Copete.
- Antología de Julio Mariscal. Diputación de Cádiz. Prologada por Francisco Bejarano
- El poeta y su obra. Antología de Julio Mariscal Montes. Juan de Dios Ruiz Copete
- 10 de Julio. Pedro Sevilla
- La voz quebrada. Pedro Sevilla
- La mano abierta (Antología). Selección de José Mateos (Renacimiento, 2005)